# Anders Edvard Ramsay
Anders Edvard Ramsay (ros. Эдуард Андреевич Рамзай, Eduard Andriejewicz Ramsay, ur. 23 marca 1799 w Kuopio w Finlandii, zm. 12 maja 1877 w Helsinkach) – rosyjski oficer szwedzkiego pochodzenia, generał-adiutant od roku 1858, generał-major od 1838, członek rosyjskiej Rady Państwa i Rady Wojennej, baron od 1856 roku.

## Życiorys
Do armii wstąpił w wieku 13 lat, służbę pełnił w Sankt Petersburgu. W chwili wybuchu powstania dekabrystów znalazł się wśród żołnierzy, którzy chronili wielkiego księcia Mikołaja i jego rodzinę, a potem wziął udział w ataku na buntowników. Po wybuchu powstania listopadowego jako dowódca Fińskiego Batalionu Strzelców Gwardii został skierowany do tłumienia powstania. Brał udział w szturmie Warszawy.
W 1862 wrócił do Królestwa Polskiego w stopniu generała piechoty. Od 18 lipca 1862 do 30 marca 1863 był dowódcą wojsk rosyjskich stacjonujących w Królestwie Polskim, a w chwili wybuchu powstania styczniowego stał na czele warszawskiego okręgu wojennego. Przyjaźnił się z margrabią Aleksandrem Wielopolskim, który później mawiał, że Ramsay „jako wojskowy był arcygłupi”.
Jednak to Ramsay, jako jedyny rosyjski wojskowy wysokiego szczebla, potraktował polskie powstanie poważnie i wydanymi 23, 24 i 27 stycznia okólnikami nakazał koncentrację pomniejszych garnizonów na prowincji w ten sposób, by żaden nie liczył mniej niż dwa bataliony piechoty oraz odpowiednią liczbę jazdy, kozaków i dział, przy czym ostrzegał, że „przywrócenie porządku potrwa co najmniej parę tygodni”. Tymczasem w Petersburgu obarczono go odpowiedzialnością za zaskoczenie wojsk rosyjskich w nocy z 22 na 23 stycznia i postanowiono odsunąć od dowodzenia okręgiem warszawskim. Jego następcą miał zostać generał Fiodor Berg. Ramsay rozchorował się (być może dyplomatycznie) i już nie wrócił na piastowane stanowisko.
Powrócił do Królestwa Polskiego w 1867 roku jako pomocnik generał-gubernatora do spraw wojskowych i inspektor wojsk piechoty.